# Варта у Грі
«Ва́рта у Грі» — фантастичний роман української письменниці Наталії Матолінець 2018 року у жанрі міського фентезі, перша частина циклу про чаклунку Варту Тарновецьку. Наступні книги серії: «Варта у Грі. Артефакти Праги» (2019), «Варта у Грі. Кров Будапешта» (2021).

## Головні персонажі
| Темні: - Варта — Аґата Тарновецька — темна чаклунка - Златан Богумін — темний маг - Тайфун — Теодор Первак — Глава львівських темних - Ад, Ерран, Максиміліан, Морт, Неф — темні маги - Алхімея — Анастасія Дворянин — Глава темних алхіміків - Ґайра — темна алхімея - Молібден — Остап Дворянин — темний алхімік - Софікода — Софія Грегоранська — темна алхімея - Ферум — Филимон Дворянин — темний алхімік - Ружичка — Ружа Вершихата — Глава молодшого шабашу - Дикоросла — Устина Дика — відьма - Велесса, Волоша, Оратанія, Ромашка — відьми | Світлі: - Люцем — Альберт Ференц — Глава львівських світлих - Альтер, Арман — світлі маги - Люсент — Любов Ференц — світла магічка - Гарран — світлий алхімік - Еверест — Орест Гірняк — світлий алхімік - Мельхіор — Марк—Ян Дворянин — світлий алхімік - Анна, Мілен — цілителі |

## Сюжет
Персонажі перебувають та проживають життя одночасно у двох світах — людському та магічному. У магічному світі є поділ на темну та світлу сторони і та чи інша сторона є вродженою, змінити її не можна. Втім не всі світлі герої — завжди доброчесні, і не всі темні — відверто погані.
«Гра» — це певне змагання між Темними та Світлими силами, що відбувається раз на сто років. Перемога у ній забезпечує владу та правління у магічному світі на наступне століття. Чергова Гра відбувається у Львові і темна магічка Варта Тарновецька мимоволі стає її учасницею. Аби перемогти у кожному раунді Гри треба встигнути позначити кров'ю суперників певні мітки, розкидані містом та околицями. Тож з початком Гри життя головних героїв перетворюється на стрімкий та напружений квест із зрадами, інтригами, коханням, випробуваннями магічної майстерності, демоном та відлунням подій сторічної давнини.

## Видання
Книга вперше вийшла друком у видавництві АССА у 2018 році. Неодноразово перевидавалася в Україні, в паперовому та електронному форматах. Перекладена чеською та польською мовами.
Вибрані видання:
- Варта у Грі. — Харків : АССА, 2018. — 288 с. — (Час фентезі) — ISBN 978-617-7385-55-3.
- Варта у Грі. — E-book. — Харків : АССА, 2020. — 288 с. — (Час фентезі)
- Варта у Грі. — Харків : АССА, 2021. — 288 с. — (Час фентезі) — ISBN 978-617-7995-31-8.
- Natalija Matolinec. Hra temné čarodějky – Bitva začíná = Варта у Грі / Xenie Sedláková (Překladatel). — Fragment, 2023. — 256 с. — ISBN 9788025362686.
- Natalia Matoliniec. Warta w Grze = Варта у Грі / Joanna Radosz (Tłumacz). — Nyks, 2025. — 360 с. — ISBN 978-83-8203-349-6.

## Сприйняття
Роман, в цілому, отримав схвальні відгуки критиків та читачів. Здобув Диплом і спеціальну відзнаку «За новаторський пошук в жанрі міського фентезі» конкурсу «Крилатий лев 2017» та переміг у номінації «Дебют року в прозі» конкурсу «Топ БараБуки 2018».